# António Borga
António Borga é um jornalista português.
António Borga é um jornalista português com uma carreira marcada por cargos de destaque nos mais diversos meios de comunicação. Iniciou a sua atividade na BBC, em Londres, onde trabalhou como repórter entre 1969 e 1974. Em outubro de 1974, regressou a Portugal e entrou na RTP, assumindo o cargo de chefe de redação do Telejornal. No entanto, foi despedido na sequência dos acontecimentos de 25 de novembro de 1975, sendo readmitido em 1985 por decisão judicial.
Em 1976, fez parte da equipa do jornal O Diário, do qual foi diretor de 1987 a 1989, demitindo-se cerca de um ano antes do encerramento do periódico. Posteriormente, fundou e dirigiu a CNTV, uma agência de jornalismo multimédia que incluía a TSF, a Costa do Castelo Filmes e os Repórteres Associados.
Em janeiro de 1993, juntou-se à SIC como adjunto de Emídio Rangel na Direção de Programas, permanecendo até 2001. Nesse ano, regressou à RTP, onde foi nomeado diretor de programas e, em 2003, diretor-geral dos meios de produção. Entre 2008 e 2012, integrou a administração do Grupo Valentim de Carvalho e, de 2010 a 2014, presidiu à Associação Portuguesa de Produtores Independentes de Televisão.

Atualmente, António Borga é membro da direção da Associação para o Estudo da Comunicação e do Jornalismo. Ao longo da sua carreira, participou em diversos programas e debates sobre jornalismo, incluindo a moderação do programa "O 25 de Abril dos Jornalistas" na RTP.
1. ↑  «António Borga | Fundação Francisco Manuel dos Santos». ffms.pt. Consultado em 6 de maio de 2025